# Eschscholzia minutiflora
Eschscholzia minutiflora лат.  — вид травянистых растений рода Эшшольция (Eschscholzia) семейства Маковые (Papaveraceae). Также называют «пигмейский мак» (англ. pygmy poppy).

## Подвиды
Различают три подвида растения:
- Eschscholzia minutiflora minutiflora
- Eschscholzia minutiflora covillei
- Eschscholzia minutiflora twisselmannii

## Ареал и местообитание
Eschscholzia minutiflora встречается на юго-западе США в штатах Аризона, Калифорния, Невада, Юта и Нью-Мексико. Растёт в пустынях, на равнинных участках и склонах. Цветёт поздней зимой-весной (март-май).

## Описание
Однолетнее травянистое растение, растёт кустом, листья сегментированные, с закруглёнными долями, сероватые или голубовато-зелёные. Стебель высотой 5—35 см, цветок — с жёлтыми лепестками, иногда с оранжевым основанием, 3—26 мм. Плод — капсула 3—6 см, семена — мелкие от коричневого до чёрного цвета, сетчатые, 1,0—1,4 мм.

## Галерея

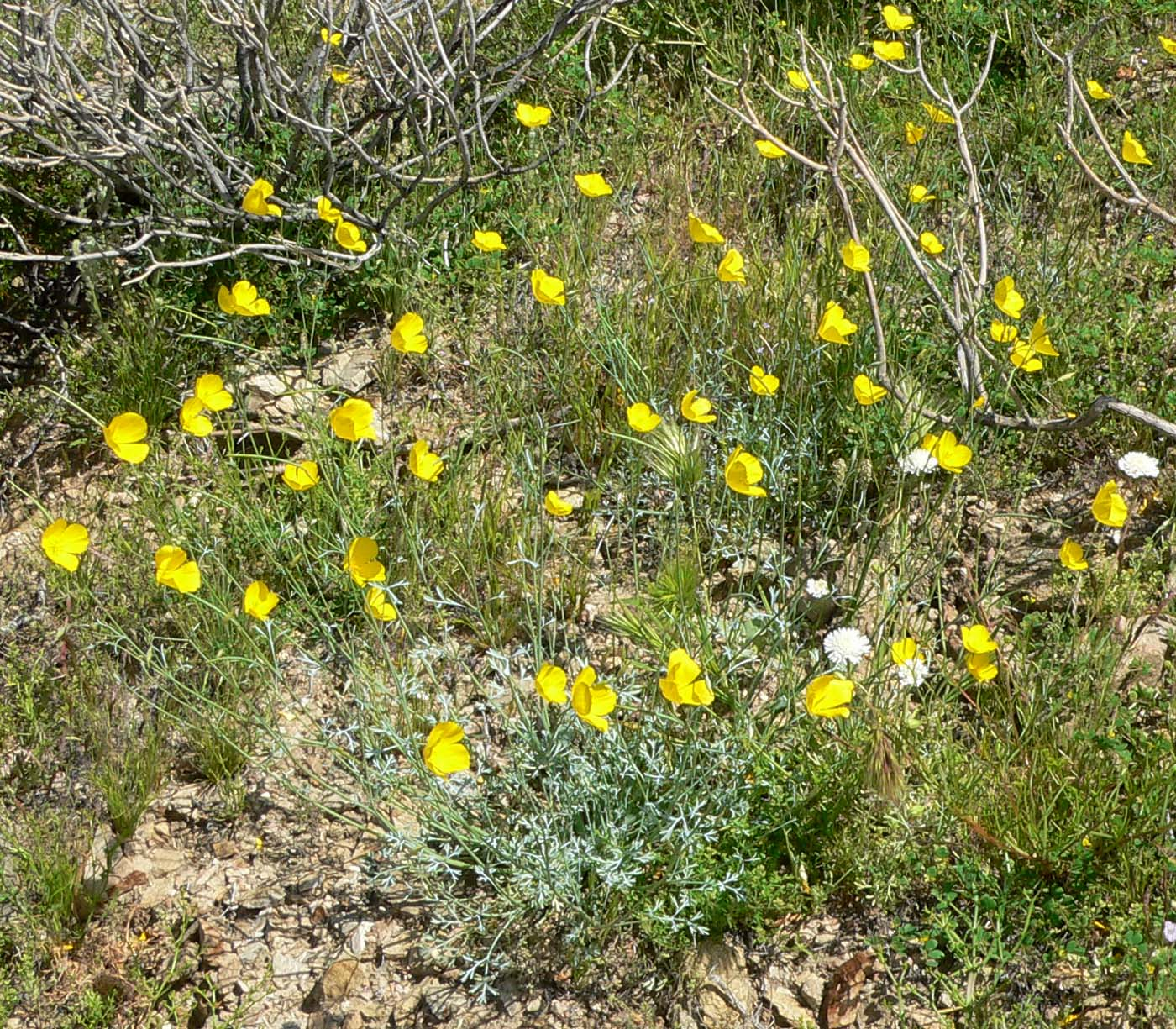
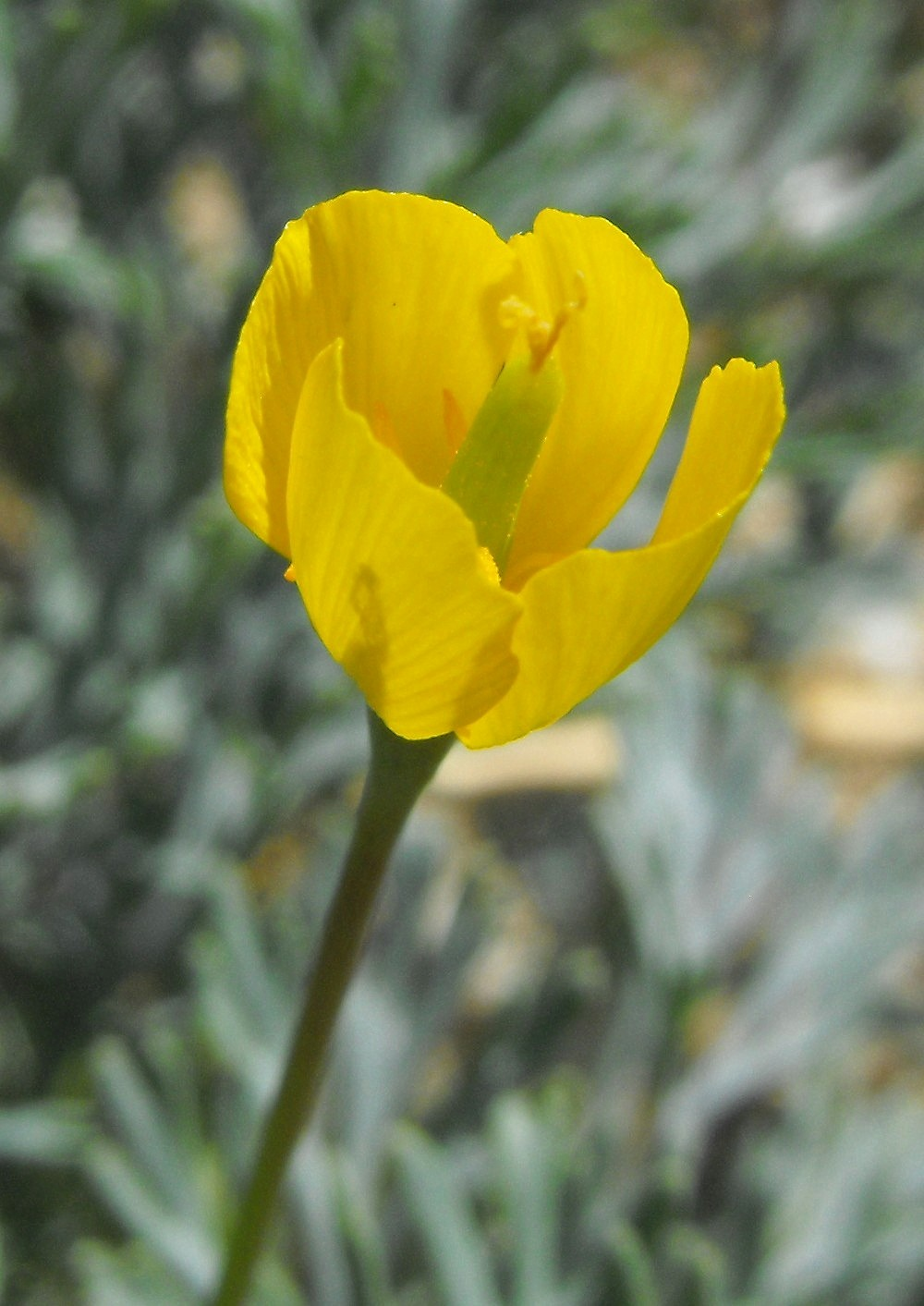
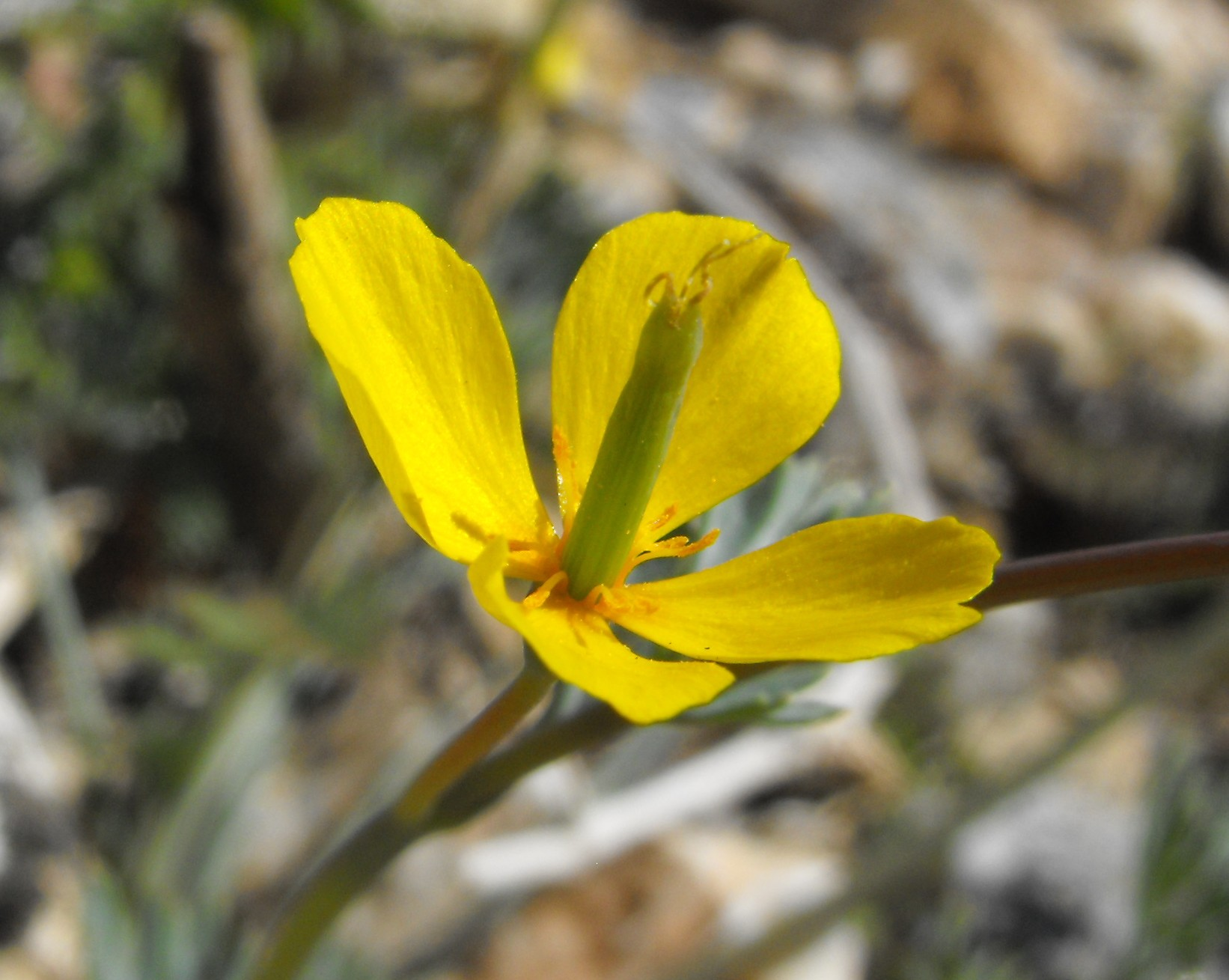